# Fernando Tissone
Fernando Damián Tissone Rodrigues (Quilmes, 24 juli 1986) is een Argentijns-Italiaans voetballer die doorgaans speelt als middenvelder. In september 2023 verruilde hij Sangiustese voor Montegranaro.

## Clubcarrière
Tissone speelde in zijn vaderland Argentinië voor Quilmes AC, Independiente en Lanús, voordat de middenvelder in 2001 overgenomen werd door het Italiaanse Udinese. Daar speelde hij zesentwintig competitiewedstrijden, voornamelijk als invaller. In 2006 kocht Atalanta Bergamo de helft van de rechten van de Argentijn op van Udinese. Na een korte periode terug in Udine, tussen 2008 en 2009 (Udinese betaalde circa vier miljoen euro voor Tissone), trok hij opnieuw naar een nieuwe club, namelijk Sampdoria. Daar speelde hij gedurende twee seizoenen, waarin hij eenmaal wist te scoren in 52 competitiewedstrijden.
In de zomer van 2011 werd besloten dat de Argentijnse middenvelder op huurbasis zou vertrekken naar Mallorca. Daar speelde hij gedurende één seizoen, maar in januari 2013 besloot de club hem opnieuw te huren, nu voor een half jaar. Op 6 juli 2013 maakte Málaga bekend Tissone overgenomen te hebben. Hij kwam transfervrij en ondertekende een driejarige verbintenis. Na drie seizoenen verliet de Argentijn Málaga en het seizoen erna zat hij zonder club.
In de zomer van 2017 sloot hij zich aan bij Karpaty Lviv. Voor de Oekraïense club speelde hij een half seizoen, alvorens een transfer te maken naar Aves in januari 2018. Hier tekende de middenvelder voor anderhalf. Na een halfjaar liet Tissone Aves achter zich. De Argentijn zat twee maanden zonder club, waarna hij een contract voor één jaar kreeg bij Nacional. Tussen medio 2019 en begin 2021 zat de Argentijn zonder club, tot hij tekende voor Taranto. In de daaropvolgende zomer tekende Tissone voor een jaar bij Paganese en eind 2022 werd Budoni zijn nieuwe club. In maart 2023 stapte hij over naar Sangiustese. Tissone ging in september van dat jaar voor Montegranaro spelen.